# NGC 2915
NGC 2915は、カメレオン座にあり、局所銀河群の端、地球から約1200万光年の位置にある青色コンパクト矮小銀河である。可視光で見える部分が、中性水素の電波で観測される大きな渦巻銀河の核となっている珍しい銀河である。
この銀河は、銀河系のように、中央に短い棒を持ち、非常に長い腕を持つ。
銀河の腕と円盤の大部分が未だ中性水素である（即ち星形成をしていない）理由は、良く分かっていないが、この銀河の近傍に伴銀河や別の銀河がなく、孤立した銀河であることと関係していると考えられている。